# Chasmopodium
Chasmopodium es un género de plantas herbáceas de la familia de las poáceas. Es originario del África tropical.

## Citología
El número cromosómico básico del género es x = 8, con números cromosómicos somáticos de 2n = 16. diploide.

## Especies
- Chasmopodium afzelii Stapf
- Chasmopodium caudatum (Hackel) Stapf
- Chasmopodium purpurascens (Robyns) Clayton